# Perry (Iowa)
Pour les articles homonymes, voir Perry.
Perry est une ville du comté de Dallas, en Iowa, aux États-Unis. Elle est incorporée le 18 mai 1875. 
Pour diminuer « la pollution de l'air, l'obésité, les décès dus à la circulation, la pauvreté, l'accessibilité et pour le bonheur humain en général », la ville travaille sur un projet de ville sans voiture (car-free).

### Source de la traduction
- (en) Cet article est partiellement ou en totalité issu de l’article de Wikipédia en anglais intitulé « Perry, Iowa » (voir la liste des auteurs).